# فيبوكسوستات
فيبوكسوستات هو دواء يثبط أوكسيداز الزانثين، وبذلك يقلل إنتاج حمض اليوريك في الجسم، ويستخدم لعلاج النقرس المزمن وفرط حمض يوريك الدم.
قام علماء في شركة تيجين للصناعات الصيدلانية باكتشاف فيبوكسوستات عام 1998. وقد اشتركت تيجين مع شركة تاب للصناعات الدوائية في الولايات المتحدة وشركة إبسن في فرنسا. حصلت إبسن على ترخيص وكالة الأدوية الأوروبية لتسويق فيبوكسوستات في نيسان 2008، وحصلت شركة تاكيدا على ترخيص إدارة الغذاء والدواء الأمريكية في شباط 2009. أما تيجين فحصلت على ترخيص وكالة الأدوية والأجهزة الطبية في اليابان في 2011.

## الاستخدامات الطبية
يستخدم فيبوكسوستات لعلاج النقرس المزمن وفرط حمض يوريك الدم. وقد استنتج المعهد الوطني للصحة وتفوق الرعاية أن فيبوكسوستات أكثر فعالية من الجرعات المعتادة لألوبيورينول، لكنه ليس أكثر فعالية من الجرعات العالية لألوبيورينول.
ويصنف فيبوكسوستات في الفئة C أثناء الحمل لعدم وجود دراسات كافية حول استخدامه عند الحوامل.